# آلندورف
آلندورف (لومدا) (بالألمانية: Allendorf, Giessen) هي بلدة، مدينة و بلدة ألمانية تقع في ألمانيا في غيسن. يقدر عدد سكانها بـ 4,092 نسمة .

## أعلام
- فريدريش مولر